# Telmo Martín González
Telmo Martín González (Meaño, Pontevedra, 16 de agosto de 1958) es un político del Partido Popular de Galicia (PPdeG); alcalde de Sangenjo, España, entre julio de 1999 y diciembre de 2006. Fue reelegido para un segundo mandato en mayo de 2017.

## Biografía
Comenzó en la política en 1987, concurriendo en las elecciones municipales en Meaño por el movimiento Parroquias Unidas de Meaño PUM, conformado por un grupo de vecinos.
En 1997 fue elegido presidente del Partido Popular de Sangenjo. Tras las elecciones municipales de 1999, la corporación local quedó constituida por diez concejales del PP (55,27 % de los votos); seis del PSdeG-PSOE (31,75 % de los votos), y uno del BNG (8,22 % de los votos). De esta forma resultó elegido alcalde por mayoría absoluta. 
Cuatro años después, tras las elecciones municipales de 2003, la corporación local quedó constituida por diez concejales del PP (55,32 % de los votos); cinco del BNG (28,85 % de los votos), y dos del PSdeG-PSOE (13,99 % de los votos), con lo que refrendó su mayoría absoluta, convirtiéndose en el primer alcalde de Sangenjo en ser reelecto desde las primeras Elecciones municipales de 1979.
En julio de 2006 fue nombrado candidato a la alcaldía de Pontevedra. Consecuentemente, diciembre de ese año renunció a la alcaldía, siendo sustituido en el cargo por Catalina González Bea.
El 27 de mayo de 2007 ganó las elecciones municipales de Pontevedra con el 44,2 % de los votos, consiguiendo doce concejales, seguido por el candidato del BNG, que obtuvo siete concejales y el 28 % de los votos. El PSOE logró seis ediles, consiguiendo de esta forma el Partido Popular la mayoría en el pleno. Sin embargo, el pacto de investidura y cogobierno alcanzado entre los nacionalistas y los socialistas hizo que Miguel Anxo Fernández Lores continuase al frente de la alcaldía de la ciudad.
El 22 de mayo de 2011 repitió como candidato a la alcaldía de Pontevedra. Su candidatura fue, una vez más, la más votada, con el 39,52 % de los votos,  consiguiendo 11 concejales, pero un pacto entre BNG y PSOE les dejó fuera del gobierno municipal.
Tras esta nueva «derrota», Telmo Martín anunció que no sería candidato a las elecciones municipales de 2015, y que continuaría al frente del PP de Pontevedra, hasta que el partido le permita poner en marcha su sucesión.
Meses después fue designado por el Partido Popular como número cuatro de las listas al Congreso de los Diputados por la circunscripción de Pontevedra, y fue elegido por esa provincia., cesó en su cargo al fin de la legislatura
Meses más tarde, en marzo de 2012, dejó su puesto en el ayuntamiento de Pontevedra, donde fue sustituido por Jacobo Moreira.
En febrero de 2015 fue nombrado candidato a la alcaldía de Sangenjo, ocho años después de su marcha de dicho ayuntamiento. El 24 de mayo de 2015 ganó las elecciones municipales con el 41,11 % de los votos, consiguiendo ocho concejales; seguido por el candidato de SAL, que obtuvo cuatro concejales y el 20,91 % de los votos; el BNG logró 3 ediles y el 14,83% de votos; el PSOE 1 edil y el 9,2% de votos, y Sangenjo PUEDE, 1 edil y el 7,81% de votos; con estos resultados el Partido Popular obtuvo la mayoría en el pleno. Sin embargo, el pacto de investidura y cogobierno alcanzado entre los cuatro partidos de la oposición hizo que Gonzalo Pita, candidato a la alcaldía por SAL fuese nombrado nuevo alcalde de la localidad, poniendo fin así a 16 años de gobierno del PP en dicho ayuntamiento.
Telmo Martín lideró la oposición al cuatripartito hasta que el 19 de mayo de 2017 Gonzalo Pita decidió poner fin al gobierno tripartito que lideraba debido a serias discrepancias con sus hasta entonces socios del BNG y del PSdeG desde semanas antes. Debido a esto, Martín y Pita negociaron un nuevo acuerdo de gobierno entre PP y SAL, por el cual Pita renunciaba a la alcaldía, cediéndosela a Martin, pasando a ser éste teniente de alcalde. Tras un pleno extraordinario celebrado el día 31 del mismo mes, Telmo Martín recuperó la alcaldía de Sangenjo 11 años después de su marcha.

### Escándalos por corrupción
En octubre de 2007 la Consejería de Vivienda de la Junta de Galicia le abrió un expediente sancionador a dicha empresa, al haber "indicios suficientes" de haber cobrado sobreprecios en viviendas protegidas. 
Se le inició otro expediente sobre una construcción ilegal en primera línea de playa en Sangenjo, llevada a cabo por la empresa del propio alcalde, el cual finalizó con el perdón de una multa (de 3 055 841 €) por parte del presidente de la Junta Alberto Núñez Feijóo.
| Predecesor: José Luís Rodríguez Lorenzo | Alcalde de Sangenjo 1999-2006       | Sucesor: Catalina González Bea |
| Predecesor: Gonzalo Gonzalo Pita        | Alcalde de Sangenjo 2017-actualidad | Sucesor: En el cargo           |